# Stiava
Stiava è una frazione di  3.239 abitanti del comune di Massarosa, in provincia di Lucca.

## Geografia fisica

### Territorio
Stiava si trova in una conca circondata da colline ricoperte di oliveti e boschi, all'incirca a metà strada tra Viareggio e Massarosa. Il paese è raggiungibile dalla pianura attraverso due strade: una, proveniente da Montramito, costeggia il monte detto "la Gulfa"; l'altra, più breve, collega Stiava con Piano di Conca. Una terza strada giunge in paese scendendo dal Monte Pitoro ed una quarta scende lungo la collina di Bargecchia arrivando nella località denominata Valentino.

### Clima
La dolcezza del clima favorisce la coltivazione dell'ulivo, della vite e di tante colture privilegiate, come fiori, fragole, asparagi e frutta. Nei giardini crescono aranci e limoni, come nella riviera Ligure.

## Storia
Il termine Stiava deriva da "tuguria Sclava" ovvero la capanna degli schiavi, nome dato al piccolo agglomerato di capanne entro cui abitavano gli slavi condotti in Italia come schiavi dai successori di Carlo Magno. Il paese ha un'origine antichissima è senz'altro legata alla costruzione di un approdo per piccole imbarcazioni; è riparata dai venti e dalle tempeste e posta nel fondo di una conca circondata sui tre lati da ripidi colli. L'ubicazione del porticciolo è incerta, si pensa che si trovi lungo la parte occidentale del paese, dove sono stati trovati anelli adatti a legare le barche. 
In epoca medievale, il paese era sotto l'egemonia della famiglia pisana degli Orlandi.
Durante l'epidemia di Peste del 1348,fu sterminata quasi tutta la popolazione: rimase in vita una sola famiglia.
Agli inizi del XX secolo era molto fiorente l'attività dei lavatoi, cioè delle lavanderie a cielo aperto in cui si lavavano i panni che qui convergevano dalle abitazioni e dagli alberghi viareggini. Numerosi di questi antichi lavatoi sono ancora oggi esistenti.

## Monumenti e altro
Nella piazza principale sorgono la Chiesa di Santa Maria Assunta, di cui si hanno notizie già nel 1162, il monumento ai caduti, la vecchia sede della misericordia e l'oratorio del paese.
Sui colli sono sparse varie ville signorili, la più nota è quella appartenuta al Duca di Lucca, Carlo Ludovico di Borbone. Essa risale al XVII secolo e si presenta come un edificio imponente, situato in posizione più elevata rispetto alla chiesa.
All'ingresso, sotto un alto platano, spicca un pozzo di marmo del Nottolini, opera di pregevole fattura. Piccolo capolavoro di scultura ottocentesca "adornato di sobrie linee architettoniche classicheggianti e da marmi lavorati e disposti con disegno di fine gusto".
Da segnalare anche Villa Gori, centro civico e sede di esposizioni temporanee, mentre fuori del paese sorge un ponte romano.
Al momento, Villa Gori, ospita la biblioteca comunale, inaugurata sabato 2 aprile 2012

## Sport

### Calcio
La principale squadra di calcio della città è l'U.S.D. Stiava 1964 che milita nel girone B toscano di 3^ Categoria. È nata nel 1964Inoltre la società organizza l'attività del settore agonistico.

## Curiosità
È stato a lungo il centro abitato più popoloso del Comune di Massarosa, superato nei primi anni '70 dal capoluogo.